# Ahdil
Ahdil  (in arabo أهديل‎?) è un centro abitato e comune rurale del Marocco situato nella provincia di Chichaoua, regione di Marrakech-Safi. Conta una popolazione di 11 438 abitanti (censimento 2014).